# Râul Vădastra
Râul Vădastra este un curs de apă, afluent al râului Obârșia. 